# George Anthony Walkem

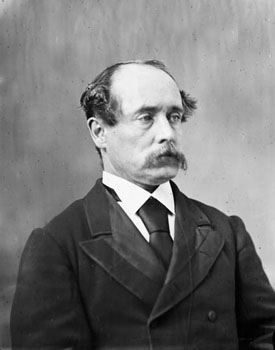
George Anthony Walkem

George Anthony Walkem (* 15. November 1834 in Newry, Irland; † 13. Januar 1908 in Victoria) war ein irisch-kanadischer Politiker, Rechtsanwalt und Richter. Er war zweimal, insgesamt fünf Jahre lang, Premierminister von British Columbia; vom 11. Februar 1874 bis zum 1. Februar 1876 sowie vom 25. Juni 1878 bis zum 13. Juni 1882. Anschließend gehörte er dem Obersten Gerichtshof dieser Provinz an.

## Provinzpolitik
Die Familie wanderte 1847 in die damalige Provinz Kanada aus, wo der Vater Arbeit bei den Royal Engineers fand. Walkem studierte Recht an der McGill University in Montreal und erhielt 1858 das Anwaltspatent für Niederkanada, 1861 jenes für Oberkanada. Während des Cariboo-Goldrauschs 1862 zog er nach British Columbia und ließ sich in der Minenregion Cariboo nieder. Matthew Baillie Begbie, der Oberste Richter, verweigerte zunächst die Zulassung, da er in Großbritannien ausgebildete Juristen bevorzugte, musste aber 1863 dem Druck von Gouverneur James Douglas nachgeben.
Ab 1864 gehörte Walkem dem aus ernannten Mitgliedern bestehenden Legislativrat der Kolonie an. Er befürwortete den Zusammenschluss der Kolonie British Columbia und der Kolonie Vancouver Island. Zusammen mit Amor De Cosmos und John Robson gründete er 1868 die Confederation League, die sich erfolgreich für den Beitritt der Vereinigten Kolonien von Vancouver Island und British Columbia zur Kanadischen Konföderation einsetzte. Bei den ersten Wahlen zur Legislativversammlung von British Columbia im Oktober 1871 wurde er als Abgeordneter des Wahlkreises Cariboo gewählt (damals gab es noch keine Parteien).

## Premierminister
Premierminister Amor De Cosmos ernannte Walkem im Dezember 1872 zum Attorney General. Nach dessen Rücktritt trat er am 11. Februar 1874 selbst das Amt des Regierungschefs an. Walkems Regierung forderte die Bundesregierung in Ottawa auf, endlich mit dem Bau der transkontinentalen Eisenbahnlinie zu beginnen. Nach den Wahlen im Oktober 1875 konnte er mit einer reduzierten Mehrheit weiterregieren, verlor aber am 1. Februar 1876 ein Misstrauensvotum. Walkem trat zurück und war zweieinhalb Jahre lang Oppositionsführer. Premierminister Andrew Charles Elliott verlor bei den Wahlen im Mai 1878 seinen Sitz und Vizegouverneur Albert Norton Richards ernannte Walkem am 25. Juni 1878 erneut zum Regierungschef.
Die neue Regierung widersetzte sich der Einwanderung chinesischer Arbeiter und vergab keine Bauaufträge mehr an Unternehmen, die Chinesen beschäftigten. Sie führte auch eine Spezialsteuer nur für Chinesen ein, die der Oberste Gerichtshof Kanadas jedoch als verfassungswidrig erklärte. Während des Wahlkampfs hatte Walkem gedroht, British Columbia werde aus der Konföderation austreten, sollte der Bau der versprochenen transkontinentalen Eisenbahnlinie nicht vor 1879 beginnen. Die Provinzregierung intervenierte direkt in London, woraufhin die britische Regierung Druck auf die kanadische Bundesregierung ausübte.
Im April 1882 überstand Walkem knapp ein Misstrauensvotum, das von der Opposition wegen massiver Kostenüberschreitungen eines Hafenprojekts auf Vancouver Island beantragt worden war. Am 13. Juni 1882, einen Monat vor den Wahlen, trat er zurück, da er vom kanadischen Premierminister John Macdonald in den Obersten Gerichtshof der Provinz British Columbia berufen worden war. Diesem gehörte er bis Oktober 1903 an. 1886 trat Walkem den Freimaurern bei.